# (400103) 2006 TQ58
(400103) 2006 TQ58 es un asteroide perteneciente a asteroides que cruzan la órbita de Marte, descubierto el 3 de junio de 2006 por el equipo del Catalina Sky Survey desde el Catalina Sky Survey, Arizona, Estados Unidos.

## Designación y nombre
Designado provisionalmente como 2006 TQ58.

## Características orbitales
2006 TQ58 está situado a una distancia media del Sol de 2,608 ua, pudiendo alejarse hasta 3,654 ua y acercarse hasta 1,562 ua. Su excentricidad es 0,400 y la inclinación orbital 10,93 grados. Emplea 1539,16 días en completar una órbita alrededor del Sol.

## Características físicas
La magnitud absoluta de 2006 TQ58 es 17.